# Acta Astronomica
Acta Astronomica ist eine polnische Fachzeitschrift für Astronomie in englischer Sprache, die 1925 vom Astronom und Mathematiker Tadeusz Banachiewicz gegründet wurde. Sie erscheint alle drei Monate als Fachzeitschrift der polnischen astronomischen Kopernikus-Stiftung.